# Узарашвили, Кондратий Джотоевич
Кондратий Джотоевич Узарашвили (1906 год, Сухумский округ, Кутаисская губерния, Российская империя — неизвестно, Абхазская АССР, Грузинская ССР, СССР) — председатель колхоза имени Берия Гальского района, Абхазская АССР, Грузинская ССР. Герой Социалистического Труда (1948). Депутат Верховного Совета Грузинской ССР.

## Биография
Родился в 1906 году в крестьянской семье в одном из сельских населённых пунктов Сухумского округа. С раннего возраста трудился в сельском хозяйстве.
С ноября 1938 года — председатель колхоза «Глехис-Хма» (позднее — имени Берия, с 1953 года — колхоз «Шешелети») сельсовета Репо-Шешелета Гальского района. С 1939 года — член ВКП(б). В годы Великой Отечественной войны руководил тружениками колхоза при строительстве оборонительных сооружений в Гальском районе, за что был награждён боевыми медалями «За боевые заслуги» и «За оборону Кавказа».
В первые послевоенные годы за короткое время восстановил сельскохозяйственное производство до довоенного уровня. В 1947 году сдал государству в среднем с каждого гектара по 77,8 центнеров кукурузы с площади 24 гектаров. Указом Президиума Верховного Совета СССР от 21 февраля 1949 года удостоен звания Героя Социалистического Труда за «получение в 1947 году высокого урожая сортового зелёного чайного листа и табака» с вручением ордена Ленина и золотой медали «Серп и Молот» (№ 750).
Этим же указом званием Героя Социалистического Труда были удостоены труженики колхоза имени Берия бригадиры Терентий Пачавалаевич Абухбая, Элизбар Павлович Джолия, Фёдор Батломович Квиртия, звеньевые Михаил Несторович Аркания, Эраст Джаруевич Джолия, Тарасий Гвадиевич Гурцкая, Гуджа Павлович Тунгия, Ирадион Павлович Хурцилава, Шота Иванович Хурцилава.
Избирался депутатом Верховного Совета Грузинской ССР. Руководил колхозом в течение 30 лет.
После выхода на пенсию проживал в Абхазской АССР. Дата смерти не установлена.
Награды
- Герой Социалистического Труда
- Орден Ленина
- Орден Трудового Красного Знамени (03.05.1949)
- Медаль «За боевые заслуги» (08.01.1943)
- Медаль «За оборону Кавказа» (01.05.1944)
- Медаль «За трудовую доблесть» — дважды (07.01.1944; 03.07.1950)